# Veitshöchheim
Veitshöchheim est une commune de Bavière (Allemagne), située dans l'arrondissement de Wurtzbourg, dans le district de Basse-Franconie.
D'après les calculs de l'IGN, le village de Gadheim, hameau de Veitshöchheim, est devenu le centre de l'Union européenne après la sortie du Royaume-Uni. Ce centre géographique est au point 49° 50′ 37″ N, 9° 54′ 07″ E.
Le territoire de Veitshöchheim est traversé par un ruisseau, le Ziegelgraben.

## Architecture
- Château de Veitshöchheim

## Personnalités
- Johann Michael Fischer (1717-1801), sculpteur
- Burkard Polster (1965-), mathématicien[2]